# Mediimorda batteni
Mediimorda batteni là một loài bọ cánh cứng trong họ Mordellidae. Loài này được Plaza Infante miêu tả khoa học năm 1985.